# Murray Gell-Mann
Murray Gell-Mann (Nueva York, 15 de septiembre de 1929-Santa Fe, 24 de mayo de 2019) fue un físico estadounidense que recibió el Premio Nobel de Física en 1969 por sus descubrimientos sobre partículas elementales. Fue él quien dio el nombre al quark, un nombre tomado de la novela Finnegans Wake, de James Joyce.
Estudió en la Universidad de Yale y en el Instituto Tecnológico de Massachusetts. Fue profesor desde 1955, en el Instituto de Tecnología de California (Pasadena), donde impartió desde 1967 la cátedra de física teórica. Fue miembro de la NASA desde 1964.[cita requerida]
Se le otorgó el Premio Nobel de Física en 1969 por sus descubrimientos sobre partículas elementales. La teoría de Gell-Mann aportó orden al caos que surgió al descubrirse cerca de 100 partículas en el interior del núcleo atómico. Esas partículas, además de los protones y neutrones, estaban formadas por otras partículas elementales, llamadas quarks. Los quarks se mantienen unidos gracias al intercambio de gluones. Junto con otros investigadores, construyó la teoría cuántica de quarks y gluones, llamada cromodinámica cuántica.[cita requerida]
Además de la ciencia, al profesor Gell-Mann le interesaban otros campos, como la literatura, la historia natural, la lingüística histórica, arqueología, la historia y la psicología.[cita requerida]
Murray Gell-Mann es el autor de The Quark and the Jaguar, Adventures in the Simplex and the Complex (El quark y el jaguar. Aventuras en lo simple y lo complejo).

## Primeros años y educación
Gell-Mann nació en el Bajo Manhattan en el seno de una familia de inmigrantes judíos procedentes de Imperio Austro-Húngaro, concretamente de Czernowitz en la actual Ucrania. Sus padres eran Pauline (de soltera Reichstein) y Arthur Isidore Gell-Mann, que enseñaba inglés como segunda lengua.
Impulsado por una intensa curiosidad infantil y su amor por la naturaleza y las matemáticas, se graduó valedictorian en la Columbia Grammar & Preparatory School con 14 años y posteriormente ingresó en el Yale College como miembro del Jonathan Edwards College. En Yale, participó en el Concurso Matemático William Lowell Putnam y formó parte del equipo que representó a la Universidad de Yale (junto con Murray Gerstenhaber y Henry O. Pollak) que ganó el segundo premio en 1947.
Gell-Mann se graduó en Yale con una licenciatura en física en 1948 y tenía la intención de realizar estudios de posgrado en física. Intentó permanecer en la Ivy League para su educación de posgrado y solicitó plaza en la Universidad de Princeton así como en la Universidad de Harvard. Fue rechazado por Princeton y aceptado por Harvard, pero esta última institución no pudo ofrecerle la ayuda financiera que necesitaba. Fue aceptado por el Instituto Tecnológico de Massachusetts (MIT) y recibió una carta de Victor Weisskopf en la que le instaba a asistir al MIT y convertirse en su asistente de investigación, lo que le proporcionaría a Gell-Mann la ayuda financiera que necesitaba. Sin conocer el eminente estatus del MIT en la investigación de la física, Gell-Mann se sintió "miserable" con el hecho de que no podría asistir a Princeton o Harvard y consideró el suicidio. Declaró que se dio cuenta de que podía intentar primero entrar en el MIT y suicidarse después si le parecía realmente terrible. Sin embargo, no podía elegir primero el suicidio y luego asistir al MIT; las dos cosas "no se compaginaban", como dijo Gell-Mann.
Gell-Mann se doctoró en física por el MIT en 1951 tras realizar una tesis doctoral, titulada "Fuerza de acoplamiento y reacciones nucleares", bajo la supervisión de Victor Weisskopf.

## Carrera
Gell-Mann fue becario postdoctoral en el Instituto de Estudios Avanzados en 1951, y profesor investigador visitante en la Universidad de Illinois en Urbana-Champaign de 1952 a 1953. Fue profesor asociado visitante en la Universidad de Columbia y profesor asociado en la Universidad de Chicago en 1954-1955 antes de trasladarse al Instituto Tecnológico de California, donde enseñó desde 1955 hasta que se jubiló en 1993.

### Física nuclear
En 1958, Gell-Mann en colaboración con Richard Feynman, en paralelo con el equipo independiente de E.C. George Sudarshan y Robert Marshak, descubrió las estructuras quirales de la interacción débil de la física y desarrolló la teoría V-A (teoría vectorial menos vectorial axial). Este trabajo siguió al descubrimiento experimental de la violación de la paridad por parte de Chien-Shiung Wu, tal y como habían sugerido Chen-Ning Yang y Tsung-Dao Lee, teóricamente.
El trabajo de Gell-Mann en la década de 1950 se centró en las partículas de rayos cósmicos recientemente descubiertas que llegaron a llamarse kaons e hiperóns. La clasificación de estas partículas le llevó a proponer que un número cuántico llamado extrañeza sería conservado por las interacciones fuerte y electromagnética, pero no por las interacciones débiles. (Kazuhiko Nishijima llegó a esta idea de forma independiente, llamando a la cantidad {\displaystyle \eta }-carga por el mesón eta.) Otra de las ideas de Gell-Mann es la fórmula de la masa de Gell-Mann-Okubo, que fue, inicialmente, una fórmula basada en resultados empíricos, pero que posteriormente fue explicada por su modelo de quarks. Gell-Mann y Abraham Pais participaron en la explicación del desconcertante aspecto de la mezcla de kaones neutros. (Véase Kaón).
El afortunado encuentro de Murray Gell-Mann con el matemático Richard Earl Block en Caltech, en el otoño de 1960, le "iluminó" para introducir un novedoso esquema de clasificación, en 1961, para los hadrones. Un esquema similar había sido propuesto de forma independiente por Yuval Ne'eman, y ahora se explica mediante el modelo de quarks. Gell-Mann se refirió al esquema como el octavo camino, debido a los octetos de partículas en la clasificación (el término es una referencia al Noble Óctuple Camino del Budismo).
Gell-Mann, junto con Maurice Lévy, desarrolló el modelo sigma de los piones, que describe las interacciones de los piones de baja energía.
En 1964, Gell-Mann y, de forma independiente, George Zweig pasaron a postular la existencia de quarks, partículas de las que están compuestos los hadrones de este esquema. El nombre fue acuñado por Gell-Mann y es una referencia a la novela Finnegans Wake, de James Joyce ("¡Tres quarks para Muster Mark!" libro 2, episodio 4). Zweig se había referido a las partículas como "ases", pero el nombre de Gell-Mann se puso de moda. Los quarks, antiquarks y gluones pronto se establecieron como los objetos elementales subyacentes en el estudio de la estructura de los hadrones. Fue galardonado con el Premio Nobel de Física en 1969 por sus contribuciones y descubrimientos relativos a la clasificación de las partículas elementales y sus interacciones.
En la década de 1960, introdujo el álgebra de corrientes como método para explotar sistemáticamente las simetrías para extraer predicciones de los modelos de quarks, en ausencia de una teoría dinámica fiable. Este método condujo a la reglas de la suma independiente del modelo, confirmada por el experimento, y proporcionó puntos de partida que apuntalaron el desarrollo del Modelo Estándar (SM), la teoría de las partículas elementales ampliamente aceptada.
En 1972, él y Harald Fritzsch introdujeron el número cuántico conservado "carga de color", y más tarde, junto con Heinrich Leutwyler, acuñaron el término cromodinámica cuántica (QCD) como la teoría gauge de la interacción fuerte. El modelo de quarks es una parte de la QCD, y ha sido lo suficientemente robusto como para acomodar de forma natural el descubrimiento de nuevos "sabores" de quarks, que sustituyeron al esquema de ocho vías.
Gell-Mann fue responsable, junto con Pierre Ramond y Richard Slansky, e independientemente de Peter Minkowski, Rabindra Mohapatra, Goran Senjanović, Sheldon Glashow, y Tsutomu Yanagida, por el teoría de masas de neutrinos, que produce masas a gran escala en cualquier teoría con un neutrino diestro. También es conocido por haber desempeñado un papel en el mantenimiento de la teoría de cuerdas durante la década de 1970 y principios de 1980, apoyando esa línea de investigación en un momento en que era un tema de interés de nicho.

### Ciencia de la complejidad y divulgación
En el momento de su muerte, Gell-Mann era profesor emérito Robert Andrews Millikan de Física Teórica en el Instituto Tecnológico de California, así como profesor universitario en el Departamento de Física y Astronomía de la Universidad de Nuevo México en Albuquerque, Nuevo México, y profesor presidencial de Física y Medicina en la Universidad del Sur de California. Fue miembro del consejo editorial de la Encyclopædia Britannica. En 1984 Gell-Mann fue uno de los varios cofundadores del Instituto de Santa Fe-un instituto de investigación teórica sin ánimo de lucro en Santa Fe, Nuevo México destinado a estudiar varios aspectos de un sistema complejo y a difundir la noción de un estudio interdisciplinario separado de la teoría de la complejidad.

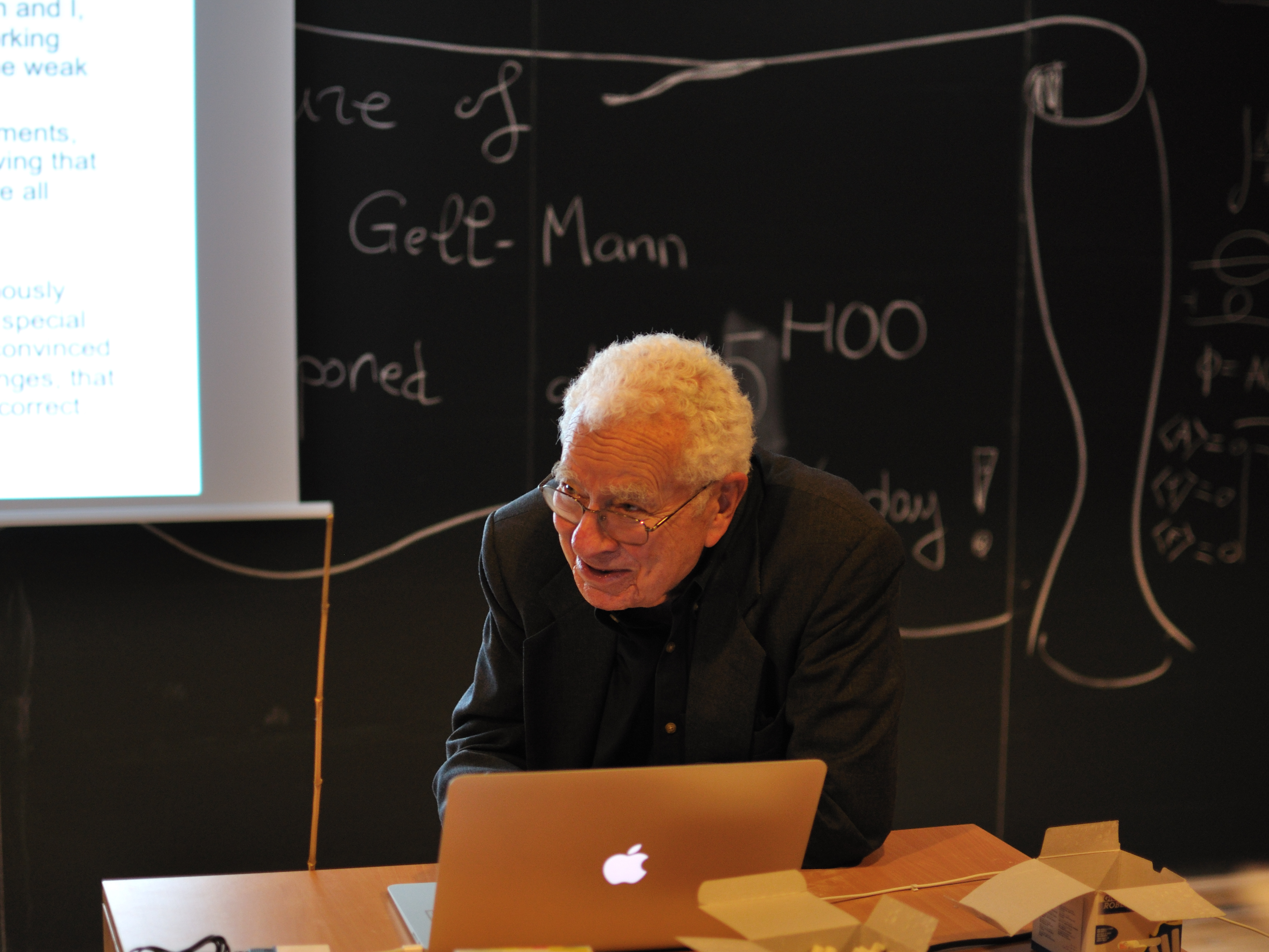
Murray Gell-Mann en Niza (Francia) en 2012.

Escribió un libro de divulgación científica sobre física y ciencia de la complejidad, El quark y el jaguar: Aventuras en lo simple y lo complejo (1994). El título del libro está tomado de una línea de un poema de Arthur Sze: "El mundo del quark tiene todo que ver con un jaguar dando vueltas en la noche".
El autor George Johnson ha escrito una biografía de Gell-Mann, Strange Beauty: Murray Gell-Mann, and the Revolution in 20th-Century Physics (1999), que fue preseleccionado para el Royal Society Book Prize. El propio Gell-Mann criticó Belleza extraña por algunas inexactitudes, y un entrevistador informó de que hizo un gesto de dolor al mencionarlo. En una reseña en la revista de Caltech Engineering & Science, el colega de Gell-Mann, el físico David Goodstein, escribió: "No envidio a Murray la extraña experiencia de leer una biografía tan penetrante y perspicaz de sí mismo. . . George Johnson ha escrito una excelente biografía de este hombre importante y complejo". El físico y premio Nobel Philip Anderson, calificó el libro de "obra maestra de la explicación científica para el profano" y de "lectura obligada" en una reseña para el Times Higher Education Supplement y en su capítulo sobre Gell-Mann de un libro de 2011. Sheldon Glashow, otro premio Nobel, dio a Strange Beauty una crítica generalmente positiva aunque señalando algunas inexactitudes, y el físico e historiador de la ciencia Silvan S. Schweber calificó el libro de "elegante biografía de uno de los teóricos más destacados del siglo XX", aunque señaló que Johnson no profundizaba en el trabajo de Gell-Mann con el organizaciones militares-industriales como el Instituto de Análisis de Defensa. Johnson ha escrito que Gell-Mann era un perfeccionista y que, en consecuencia, El quark y el jaguar se presentó tarde y de forma incompleta. En un artículo en Edge. org, Johnson describió la historia de su relación con Gell-Mann y señaló que en la página web de la biografía aparece una hoja de erratas. El que fuera socio de Gell-Mann en Caltech, Stephen Wolfram, calificó el libro de Johnson como "una muy buena biografía de Murray, que Murray odiaba". Wolfram también escribió que Gell-Mann pensaba que la escritura de El quark y el jaguar era la responsable de un ataque al corazón que había tenido (Gell-Mann).
En 2012 Gell-Mann y su compañera Mary McFadden publicaron el libro Mary McFadden: Una vida de diseño, coleccionismo y aventura.

### Fundamentos cuánticos
Gell-Mann fue un defensor del enfoque de las historias consistentes para entender la mecánica cuántica en artículos con James Hartle.